# Tina Malti
 (octobre 2021).
 (octobre 2021).
Tina Malti, née à Alsfeld en 1974, est une psychologue allemande travaillant au Canada et spécialisée en psychologie du développement et en psychologie clinique. 

## Biographie

### Formation
Tina Malti a obtenu son doctorat en psychologie du développement de l'Institut Max Planck pour le développement humain et de l'Université libre de Berlin, sous la supervision de Wolfgang Edelstein. Elle a également obtenu une maîtrise en psychologie clinique de l'enfant de l'Académie de thérapie cognitivo-comportementale pour enfants et adolescents en Suisse et une habilitation en psychologie de l'Université libre de Berlin. 

### Carrière
Elle est professeure de psychologie à l'Université de Toronto et directrice fondatrice du Laboratoire de développement et d'intervention socio-affectifs. En 2019, elle a été nommée directrice fondatrice du Centre pour le développement de l'enfant, la santé mentale et les politiques à l'Université de Toronto à Mississauga. Tina est nommée conjointement professeure à la division de la santé mentale des enfants et des jeunes du département de psychiatrie de l'Université de Toronto et psychologue clinicienne agréée en Ontario (Canada) et à Zug (Suisse).

### Recherche
Elle mène des recherches sur les bases affectives de l'agression et du comportement prosocial chez les enfants, ainsi que pour le développement et la mise à l'essai d'interventions socio-affectives visant à améliorer la gentillesse et la santé mentale et à réduire les effets négatifs de l'exposition à la violence chez les enfants de niveaux variables de l'adversité. Elle est rédactrice associée de Child Development et secrétaire de la Société internationale pour l'étude du développement comportemental.
Les recherches de Tina Malti portent sur les fondements, les voies et les antécédents d’agression et de gentillesse chez les enfants,,,,,,. Elle utilise également des évaluations psychophysiologiques, neurocognitives et génétiques pour approfondir leurs mécanismes sous-jacents. Sur la base des résultats de cette recherche, son équipe développe et met en œuvre des approches d'intervention socio-affectives sur mesure pour prévenir et réduire l'agressivité et promouvoir la gentillesse chez les enfants exposés à différents niveaux de traumatisme, de stress et de violence. Elle est coéditrice du Handbook of Child and Adolescent Aggression. Ses travaux de recherche ont été décrits dans le New York Times, l’Atlantique, Der Spiegel, ainsi que dans d’autres journaux et médias.
En 2019, Tina Malti a créé et établi le Centre pour le développement de l'enfant, la santé mentale et les politiques[Quoi ?] à l'université de Toronto à Mississauga, dont elle est devenue la directrice.[réf. nécessaire]

## Distinctions et récompenses
• Prix d'excellence en recherche Desmond Morton, Université de Toronto, Mississauga, 2019
• Membre de l’American Psychological Association (Division 53, Psychologie clinique de l’enfant et de l’adolescent), 2019 – présent
• Membre de l'American Psychological Association (Division 7, Psychologie du développement), 2015 – présent
• Fellow, Association for Psychological Science, 2015 – présent
• Prix d’excellence du doyen, Université de Toronto à Mississauga, 2011, 2012, 2014, 2015, 2017, 2018
• Bourse de début de recherche, ministère de la Recherche et de l'Innovation de l'Ontario, 2012-2017
• Bourse de nouveau chercheur, Instituts de recherche en santé du Canada, 2012-2017
• Prix Connaught pour nouveaux chercheurs, Université de Toronto, 2011
• Prix du jeune chercheur, Société de recherche sur l'adolescence, 2010
• Bourse de recherche pour chercheurs avancés, Fonds national suisse de la science, 2007-2010
• Prix nouveau chercheur, Société internationale pour la recherche sur l'agression, 2004

## Publications récentes
- Acland, E.L., Colasante, T., & Malti, T. (2019). Respiratory sinus arrhythmia and prosociality in childhood: Evidence for a quadratic effect. Developmental Psychobiology, 00, 1-11. doi:10.1002/dev.21872

- Dys, S.P., Peplak, J., Colasante, T., & Malti, T. (2019). Children’s sympathy and sensitivity to excluding economically disadvantaged peers. Developmental Psychology, 55(3), 482–487. doi:10.1037/dev0000549

- Song, J.-H., Colasante, T., & Malti, T. (2018). Helping yourself help others: Linking children’s emotion regulation to prosocial behavior through sympathy and trust. Emotion, 18(4), 518-527. doi:10.1037/emo0000332

- Malti, T., & Dys, S. P. (2017). From being nice to being kind: Development of prosocial behaviors. Current Opinion in Psychology. 20: 45-49. doi:10.1016/j.copsyc.2017.07.036

- Colasante, T., & Malti, T. (2017). Resting heart rate, guilt, and sympathy: A developmental psychophysiological study of physical aggression. Psychophysiology, 54(11), 1770-1781. doi:10.1111/psyp.12915

- Zuffianò, A., Colasante, T., Buchmann, M., & Malti, T. (2017). The co-development of sympathy and overt aggression from childhood to early adolescence. Developmental Psychology. 54(1), 98-110. doi:10.1037/dev0000417

- Malti, T., Chaparro, M.P., Zuffianò, A., & Colasante, T. (2016). School-based interventions to promote empathy-related responding in children and adolescents: A developmental analysis. Journal of Clinical Child and Adolescent Psychology, 45(6), 718-731. doi: 10.1080/15374416.2015.1121822

- Malti, T. (2016). Toward an integrated clinical-developmental model of guilt. Developmental Review, 39, 16-36. doi: 10.1016/j.dr.2015.11.001

- Malti, T., Noam, G. G., Beelmann, A., & Sommer, S. (2016). Toward dynamic adaptation of psychological interventions for child and adolescent development and mental health. Journal of Clinical Child and Adolescent Psychology, 45(6), 827–836. doi:10.1080/15374416.2016.1239539

- Malti, T., & Krettenauer, T. (2013). The relation of moral emotion attributions to prosocial and antisocial behavior: A meta-analysis. Child Development, 84(2), 397-412. doi:10.1111/j.1467-8624.2012.01851.x